# Starvation Heights
Starvation Heights az Amerikai Egyesült Államok északnyugati részén, Oregon állam Jackson megyéjében, az Interstate 5 és az Oregon Route 99 közelében elhelyezkedő önkormányzat nélküli település.
Nevét a rossz termőföld miatt kapta 1883-ban. Az alacsonyabban fekvő területek terméshozama nagyobb volt; a földművesek az átköltözés idejére „kiéheztek”.

## Fordítás
- Ez a szócikk részben vagy egészben  a   Starvation Heights, Oregon című angol Wikipédia-szócikk ezen változatának fordításán alapul.  Az eredeti cikk szerkesztőit annak laptörténete sorolja fel. Ez a jelzés csupán a megfogalmazás eredetét és a szerzői jogokat jelzi, nem szolgál a cikkben szereplő információk forrásmegjelöléseként.